# عملية الشريط
كانت عملية الشريط سلسلة من عمليات الخداع التي وُضعَت من أجل تخفيف الضغط الألماني على عمليات الحلفاء في صقلية وعلى السوفييت في الجبهة الشرقية من خلال عدة هجمات مزيفة في أوروبا الغربية خلال الحرب العالمية الثانية. أَملَ الحلفاء في استخدام عملية الشريط لإجبار سلاح الجو الألمانى (لوفتفافه) على الدخول في معركة جوية ضخمة مع القوات الجوية الملكية والقوة الجوية الأمريكية الثامنة مما سيمنح الحلفاء تفوقًا جويًا في غرب أوروبا. ضمت عملية الشريط ثلاث عمليات خداع فرعية: عملية ستاركى (Starkey)، عملية وادام (Wadham)، وعملية تيندل (Tindall). كان من المقرر أن تُنفذ عملية ستاركي في أوائل سبتمبر، تليها عملية تندال في منتصفه، وأخيراً عملية وادم في آخره لعام 1943.

## خلفية تاريخية

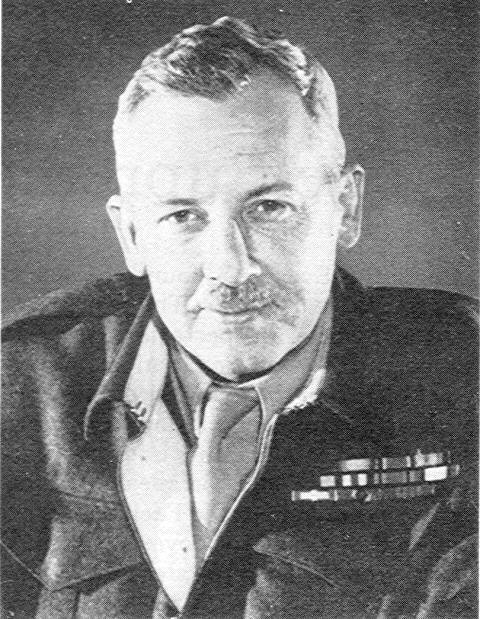
السير: فريدريك إى. مورغان رئيس أركان القائد الأعلى للحلفاء

عُين الجنرال فريدريك إي. مورغان رئيساً لأركان القائد الأعلى لقوات الحُلفاء (COSSAC)، في مارس عام 1943، والذي كُلف بمهام التخطيط العملياتي في شمال غرب أوروبا. وقد أشارت أوامره التنفيذية القادمة من القيادة العليا للحلفاء، والتي أُبلغت في شهر أبريل، إلى تصميم عملية ذات «تمويه وخداع متقن» بهدف مزدوج هو إبقاء القوات الألمانية في الغرب، وإستدراج سلاح الجو الألمانى «لوفتفافه» إلى معركة جوية. وأُسند إلى قسم مراقبة لندن (LCS) مهام رسم إستراتيجية الخداع، وهو قسم حُكومى أُنشئ في عام 1941 وأدارُه لاحقاً العقيد جون بيفان. والذي أقنع مورغان بتأسيس قسم خداع متخصص لموظفيه، ولكن سلسلة قيادة مورغان لم تستطع استيعاب ذلك. ولهذا، أُسس قسم عمليات ب، داخل فرقة عمليات «ج-3».
تَطَلَبت رواية الخداع أيضاً شن غزو برمائي وهمى واحد على الأقل على الساحل الفرنسي. وقد أُجلَ الغزو الحقيقي عبر القناة الإنجليزية حتى عام 1944، فقد كان هدف الحلفاء الأساسى في ذلك العام هو جنوب أوروبا. ولهذا كانت مهمة مورغان هي المساعدة في إبقاء العدو في الغرب.

## حبكة العملية لعام 1943
كانت خطة خداع الحلفاء العسكرية تدور اَنذاك حول اختلاق قصة لتصديرها إلى العدو. ومنذ عام 1943، وبتوجيهات مورغان صَمَمَ قسما عمليات ب ومُراقبة لندن، ثلاث خطط هي (ستاركي، وادام وتيندل) والتي اُختصرت جميعها تحت الاسم الرمزي الشريط (Cockade). قُدمت الخطط لرؤساء الأركان في 3 يونيو للتصديق عليها واعتُمدت لاحقاً بعد عشرين يوماً.
تبدأ عملية الشريط بالعملية الفرعية تيندل، وهي تهديد بغزو النرويج تُنفذُه وحدات عسكرية متمركزة في اسكتلندا. ثُم يُؤجل هذا الغزو للسماح بهجوم برمائي مزدوج على فرنسا من خلال عمليتى (ستاركى وودام) بدءاً من أول سبتمبر. وبعدها يُعلق هذا الهجوم أيضاً مع تكرار عملية تيندل من جديد حتى حُلول الشتاء. وستُنفذ عمليات الخداع هذه عبر عملاء مزدوجين، وإشارات مُخادعة، وتجمُعات عسكرية وهمية، وغارات المغاوير، وتركيز عمليات الاستطلاع والقصف في مناطق بولون، بريست، والنرويج.

## عملية ستاركى

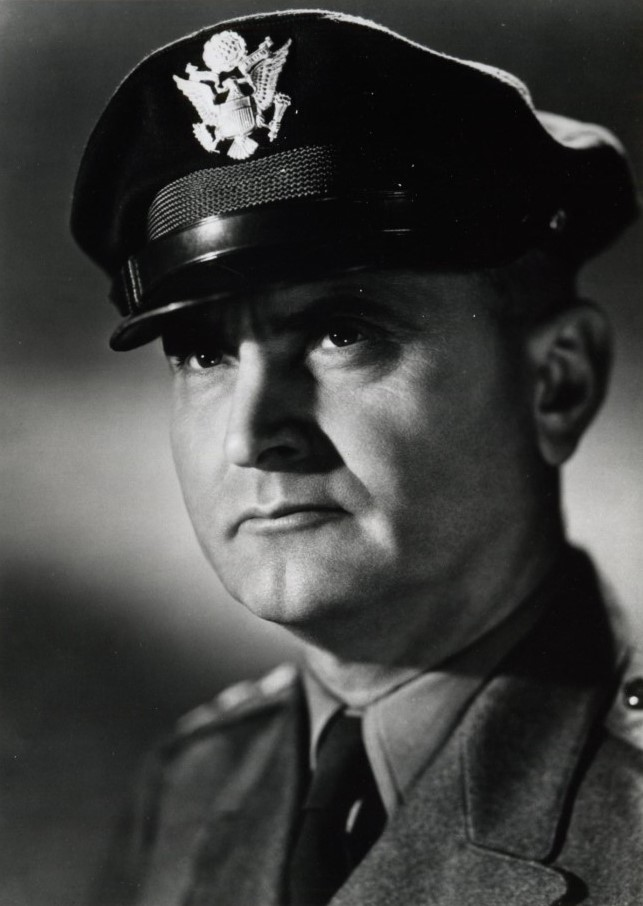
اللواء إيرا سى. إيكر قائد القوة الجوية الثامنة

كانت عملية «ستاركي» عبارة عن غزو برمائي بريطاني-كندي وهمى لمنطقة بولون شمال فرنسا. وبالنسبة للولايات المتحدة، تطلبت الخطة الأصلية قيام 2300 قاذفة ثقيلة و 3700 قاذفة و 400 قاذفة قنابل متوسطة بشن غارات ضد أهداف بالقرب من بولون. وذلك لضمان اقتناع الألمان بأن الاستعدادات البريطانية والكندية للغزو حقيقية. وكان على البريطانيين توفير 3000 قاذفة ثقيلة أخرى للقيام بطلعات جوية في منطقة بولون. وتُكلل العملية بخدعة كبيرة تشمل تحريك قوة برمائية، تضُم 30 سفينة، للمناورة قبالة ساحل بولون، على أمل استدراج سلاح الجو الألمانى. واجهت خطة ستاركى صعوبات منذ بدايتها. فقد انتقدها اللواء إيرا سي. إيكر، قائد القوة الجوية الثامنة، قائلاً إنها ستُجبر الأمريكيين على التخلي عن هجوم القصف الاستراتيجي خاصتهم. وقال في رسالة إلى القيادة العليا لقوات الحلفاء (SHAEF)، إن العملية تطلب تنفيذ 2,300 طلعة جوية بالقاذفات الثقيلة على مدار 14 يومًا «في حين نفذت قيادته 5,356 طلعة قتالية فقط في غضون الثمانية أشهر الماضية». وعلى الرغم من اقناع إيكر القيادة العليا لقوات الحلفاء بتخفيض الالتزام الأمريكي لنحو ثلاثمائة قاذفة ثقيلة، إلا إنهُ وعَد بتوفير أكبر عدد ممكن من القاذفات من وحدات القاذفات الجديدة التي تخضع للتدريب. وبحلول الوقت الذي انتهت فيه العملية، نفذت قاذفات القوة الجوية الثامنة 1,841 غارة جوية. واجهت العملية مشاكل أخرى أيضاً. فقد أشار مقر قيادة القوة الجوية الثامنة إلى أن مخططي عملية ستاركي واجهوا صعوبات في قُبول قواعد الاشتباك مع الأهداف في فرنسا المحتلة. فقد ضاعف البريطانيون والأمريكيون جهودهم في مناسبات عِدة دون قصد، عن طريق تنفيذ نفس المهام بالتناوب في غضون بضعة أيام. ولم تُصدّق البحرية الملكية على خطة الخداع بكاملها أيضاً؛ فقد طلب منها مُخططو ستاركي سفينتين حربيتين لأجل القوة البرمائية التي ستُستعمَل كطُعم لـسلاح الجو الألمانى ولكنها لم تكن راغبة في المخاطرة بسُفُنِها الحربية في مثل هذا الأمر. وبسبب هذه المعارضات، اضطر مخططو ستاركي إلى إجراء العديد من التعديلات على خطة الخداع.

## عملية وادام
أراد مخططو عملية «وادام» أن يعتقد الألمان أن الأمريكيين سيغزون منطقة بريست، وهي ميناء بحري على بريتاني. شملت الخدعة اشتراك قوات «حقيقية» محدودة، من ضمنها مجموعة برمائية وهمية ستبحر مباشرة من الولايات المتحدة وقوة أخرى قادمة من بريطانيا العظمى بمجموع كُلى عشر فرق، لغزو منطقة بريست. كان من المفترض أن الأمريكيين كانوا يخططون لغزو بريست في أعقاب غزو بولون الناجح. وعلى الرغم من أن متطلبات القصف الجوي لهذه الخطة كان أقل بكثير من عملية ستاركى، إلا أن إيكر انتقدها أيضاً قائلاً إن الهجوم المُشترك لقاذفات الحلفاء سوف يُدمر سلاح الجو الألمانى بطريقة أكثر فاعلية بدلاً من تحويل مصادره لدعم وادام. وبخلاف الطائرات، كان على الأمريكيين وحدهم توفير 75 مركبة إنزال وهمية للمساعدة في جهود التمويه. كان العيب الرئيسي في قصة وادام هو أن القوات الأمريكية سوف تكون خارج نطاق دعم الحلفاء الجوى التكتيكي. قبل العملية، وصف فرع العمليات العسكرية وادام بأنها «خطة ضعيفة جداً» ولكنها «ضرورية كجزء من عملية الشريط لتعزيز عملية ستاركى.»
يشمل الترتيب الصورى للقوات المشاركة في معركة «عملية وادام» الآتى:
- القوة الهجومية 'أ': قيادة الفيلق الخامس، فرقة المشاة الخامسة، فرقة المشاة التاسعة والعشرون، فرقة المشاة السادسة والأربعون، الفرقة المدرعة الثالثة، والفرقة المجوقلة 101.
- القوة الهجومية 'ب': قيادة الفيلق السابع، فرقة المشاة الثانية، فرقة المشاة الرابعة، فرقة المشاة الثامنة، فرقة المشاة الحادية والثلاثون، الفرقة الرابعة المدرعة، ولواء المدفعية السادس والسبعون.

## عملية تيندل
كانت عملية تيندل خدعة تتمثل في هجوم بريطاني أمريكى على النرويج، مع هدف افتراضي بالإستيلاء على ستافانغر ومطارها الجوي. مما عرض القصة للانتقاد، لأن الحلفاء كانوا يخططون لعملية خداع أخرى تتعدى نطاق الدعم الجوي التكتيكي وتحتاج إلى زيادة في مصداقيتها. كانت الفرق الخمسة التي كان من المقرر استخدامها في الغزو الزائف هي الفرق الحقيقية المتمركزة في اسكتلندا وكان لدى الحلفاء طائرات وسفن كافية في اسكتلندا لجعل خطة الخداع تبدو معقولة. لكن النقص الوحيد الذي واجهه الحلفاء مع تيندل هو افتقارهم لطائرات النقل العسكري. كان الحُلفاء يأملون أن تُقنِع العملية الألمان بالاحتفاظ بالفرق الإثنتا عشر المُخصَصَة للنرويج.

## النتيجة
فشلت عملية الشريط في تحقيق أهدافها، غالباً لأن القيادة الألمانية لم تصدق أن الحلفاء كانوا سيغزون غرب أوروبا في عام 1943، كما أنها لم تُثر المعركة الجوية التي نَشْدها الحُلفاء. كان الاستثناء الرئيسي في القيادة الألمانية العُليا هو الفيلد مارشال غيرد فون رونتشتيت، القائد العام للجبهة الغربية، الذي اعتقد أن الحلفاء سيغزوا بولون وغضب من القيادة الألمانية العُليا لسحبها عشر فرق من فرنسا. كانت قصتا الغزو، ولا سيما ستاركى وودام، غير قابلتين للتصديق، بحيث لم تكن هناك ردود فعل ألمانية جادة تجاههُما. لعل أبرزها غياب الاستطلاع الجوي وعدم استجابة البحرية أو اللوفتافه لعملية الإنزال البرمائي الوهمى لستاركى. ولذلك فإن نقل الألمان لعشرة فرق من شمال فرنسا إلى مسارح أخرى تشير إلى أن ستاركى وودام أخفقتا تماماً.
أما في النرويج، فقد احتفظ الألمان بالفرق الإثنتا عشر، مما يُشير إلى إنهُم قدروا تهديدًا أكبر هناك. وبالإضافة إلى أن عملية الشريط كانت غير قابلة للتصديق، فقد فشلت أيضاً لأن الحلفاء لم يعملوا بجهد كاف لجعل عملية الخداع تبدو حقيقية. فالبحرية البريطانية لرفضت المُخاطرة بسفنها الحربية ورفض إيكر تحويل الموارد عن مهمة القصف الجوى الاستراتيجي. كان النجاح الوحيد الذي حققته العملية هو تصديق الألمان لرواية الحلفاء بأن لديهم 51 فرقة في الجزر البريطانية، بينما كان لديهم هناك 17 فرقة فقط. وكان هذا أمراُ مُهماً لعمليات خداع عام 1944. كان أفضل تلخيص لهذه العملية هو ما نُسب للسير آرثر «بومبر» هاريس، قائد مهام القصف لسلاح الجو الملكي، عندما قال إن خطة الخداع كانت «في أحسن الأحوال جزء من التمثيل الغير مؤذ».

### Bibliography
- Talty, Stephan (23 يوليو 2012)، Agent Garbo: The Brilliant, Eccentric Secret Agent Who Tricked Hitler and Saved D-Day، ص. 256 pages، ISBN:0544035011، مؤرشف من الأصل في 2018-08-15
- Bond, Brian (2004)، "Morgan, Sir Frederick Edgworth (1894–1967)"، Oxford Dictionary of National Biography، دار نشر جامعة أكسفورد، مؤرشف من الأصل في 2023-02-10
- Crowdy, Terry (23 سبتمبر 2008). Deceiving Hitler: double cross and deception in World War II. Osprey Publishing. ص. 352 pages. ISBN:1846031354. مؤرشف من الأصل في 2022-06-13.{{استشهاد بكتاب}}:  صيانة الاستشهاد: التاريخ والسنة (link)
- Cruickshank، Charles (1979). Deception in World War II. Oxford: Oxford University Press. ISBN:0-19-215849-X.
- Hesketh, Roger (1999). Fortitude: The D-Day Deception Campaign. St Ermin's Press. ISBN:0-316-85172-8.
- Holt, Thaddeus (2004). The Deceivers: Allied Military Deception in the Second World War. Scribner. ISBN:0-7432-5042-7. مؤرشف من الأصل في 2022-05-07.